# Laila Haidari
Laila Haidari (1978) es una activista por los derechos humanos y restauradora afgana. Dirige Mother Camp, un centro de rehabilitación de la drogadicción que fundó en Kabul, Afganistán, en 2010. También es propietaria de Taj Begum, un café de Kabul que financia Mother Camp. Además es la protagonista del documental de 2018 Laila at the Bridge.

## Biografía
Haidari nació en una familia afgana en Quetta, Pakistán, en 1978. Cuando era un bebé, su familia se mudó a Irán como refugiados.  La casaron en un matrimonio concertado a los 12 años con un mulá de unos treinta años. Tuvo su primer hijo a los 13 años, en total tuvo tres. Cuando su esposo le permitió asistir a clases de religión, Haidari comenzó a estudiar en secreto otras materias. Obtuvo un título universitario en cinematografía. Haidari se divorció de su marido cuando tenía 21 años y siguiendo la Sharia, los niños se quedaron con su padre.

### Carrera y activismo
En 2009 Haidari se mudó a Afganistán.  En Kabul, encontró a su hermano, Hakim, viviendo bajo el puente Pul-e-Sokhta con cientos de personas adictas a las drogas. Motivada por la condición de su hermano y el creciente problema de las drogas en Afganistán, la escasez de refugios proporcionados por el gobierno para personas adictas, en 2010 Haidari estableció un centro de rehabilitación de drogas. El centro fue nombrado, Mother Camp, Campamento Madre, por sus primeros pacientes. El centro no recibe fondos del gobierno ni ayuda extranjera, es el único centro privado de rehabilitación de la drogadicción de la ciudad.
En 2011, Haidari abrió un restaurante, Taj Begum, en Kabul, para financiar el Mother Camp. El restaurante destacó por estar dirigido por mujeres, una rareza en Afganistán, y por proporcionar un espacio en el que personas casadas y solteras -hombres y mujeres- pueden socializar juntas, un tabú cultural en la comunidad local. El restaurante emplea a personas que vivían en Mother Camp. El restaurante de Haidari fue saltado por la policía en múltiples ocasiones, porque hombres y mujeres cenan juntos en el espacio, porque Haidari no siempre usa un pañuelo en la cabeza y porque es una mujer emprendedora. En 2021, el Taj Begum se cerró cuando los talibanes se hicieron con la capital. Haidari se ha pronunciado en contra de la presencia de los talibanes en Afganistán, incluidas presentanazas que presenta a los derechos de las mujeres en el país. Criticó al gobierno afgano por no incluir a las mujeres en el proceso de paz de la guerra de Afganistán.
Haidari es la protagonista del documental, Laila at the Bridge, (2018) dirigido por Elizabeth y Gulistan Mirzaei. La película ganó el premio FACT: Award a documental de investigación en el festival de cine CPH: DOX de También ganó el Premio de Justicia Social a la Película Documental en el 34º Festival Internacional de Cine de Santa Bárbara.
En 2019, Haidari fue oradora invitada en el Oslo Freedom Forum, organizado por la Human Rights Foundation.

## Premios y reconocimientos
- En 2021 fue elegida una de las 100 Mujeres (BBC)[10]